# Almacelles
Almacelles este o localitate în Spania în comunitatea Catalonia în provincia Girona. În 2006 avea o populație de 6.088 locuitori.
1. ↑  Nomenclátor Geográfico de Municipios y Entidades de Población (20240402 edition)
2. ↑   https://www.naciodigital.cat/lleida/noticia/45740/vanesa-olivart-nova-alcaldessa-dalmacelles Lipsește sau este vid: |title= (ajutor)
3. ↑   http://www.idescat.cat/pub/?id=aec&n=925&t=2016 Lipsește sau este vid: |title= (ajutor)